# Mariano Dubón
Mariano Casimiro Dubón Alonso (León, 12 de marzo de 1862-17 de enero de 1934), conocido como “San Mariano de Nicaragua” en El Viejo, Chinandega lo llaman "San Mariano de El Viejo" o simplemente como el Padre Dubón, fue un sacerdote nicaragüense famoso por su magnanimidad. Su obra principal fue la fundación de un hospicio para niños pobres y abandonados. Actualmente se encuentra en proceso de canonización y puede ser invocado como “Siervo de Dios Mariano Dubón”.

## Nacimiento y juventud
Mariano Dubón nació en León, el 12 de marzo de 1862, fue el primogénito del matrimonio entre Don Liberato Dubón y Doña Virginia Alonso. Su casa natal fue luego el club social, para después ser demolida para construir el actual palacio municipal de León.

### Vida religiosa
A los diez años recibió la sotana de mano de los padres jesuitas en la iglesia de la Recolección; con quienes estudió los primeros años de seminario en el colegio jesuita de Matagalpa.
En 1881 es expulsado de Nicaragua junto a los demás seminaristas de la orden. Prosiguió sus estudios en Quito y luego en Roma hospedándose en el Pío Latinoamericano. El 27 de noviembre de 1887 se presenta al Ilustrísimo Sr. Obispo, Don Francisco Ulloa y Larios, la solicitud para recibir el orden sacerdotal. Fue ordenado en Catedral y celebró su primera misa al día siguiente en San Felipe. Lo apadrinó el Ilustre Sr. Canónigo Don Gordiano Carranza.

### Cargos
Recién ordenado ejerció el cargo de maestro en el seminario y llegando a desempeñarse como rector del mismo. En Catedral ejerció los cargos de encargado del coro y ceremoniero -dirige los ritos y ceremonias de catedralicios-; además de fungir como vicario general de la Diócesis. Nunca aceptó recibir la investidura de Canónigo del Cabildo Catedralicio.
Durante sus años en el servicio eclesiástico fue cura párroco por un espacio de tiempo poco mayor a una década que desempeñó en Masatepe, Chichigalpa, El Viejo y Telica y El Sauce. En El Viejo intentó abrir otro hospicio para niños.

## Obras

### Hospicio San Juan de Dios
El 28 de abril de 1898 un terremoto sacude la ciudad de León. Debido a este las Hijas de la Caridad abandonan el Hospital San Vicente y la Capilla San Juan de Dios, pasando a ocupar la Recolección. El Padre Dubón pidió al gobierno eclesiástico de León, administrado por el obispo auxiliar Don Simeón Pereira y Castellón, poder hacer uso del antiguo hospital y capilla para fundar un hospicio para niños pobres y abandonados. Con ayuda de varios vecinos, se abrió en 1900.
El hospicio era albergue para los niños abandonados y escuela para que los niños pobres pudieran aprender oficios dignos. Inicialmente el Padre Dubón manejaba solo el hospicio, contando a veces con la ayuda de una cocinera llamada Simona. Aun así, no recibió permiso de dejar sus cargos de maestro y ceremoniero, y la carga le empezó a afectar. Varios vecinos preocupados lograron convencerlo de entregar su obra a los Hermanos Cristianos, quienes llegaron por primera vez a Nicaragua para encargarse de esta labor.

### Banda musical
A petición del célebre músico de Masaya Pablo Vega, que luego dirigiría don Macario Carrillo y posteriormente el maestro Gilberto Sarria. De este grupo de músicos se conformó la banda de los "Supremos Esfuerzos" que se mantuvo vigente en la ciudad de León hasta los años 40's. Según los relatos fue la banda oficial del pueblo leonés durante décadas.

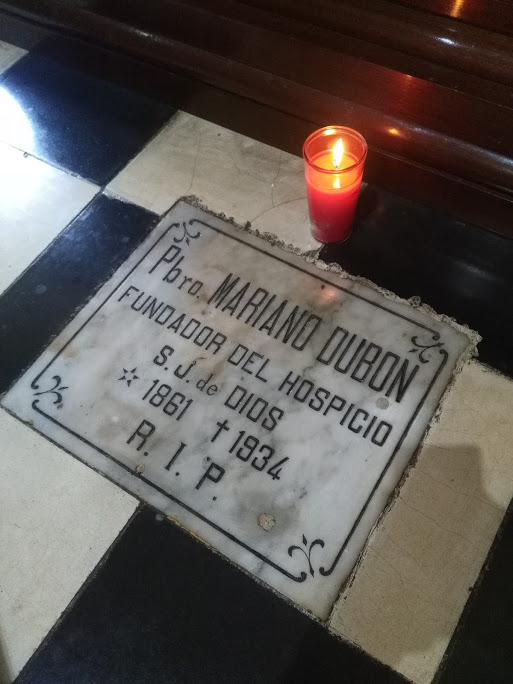
Lápida del Pbro. Mariano Dubón, con el año de su nacimiento incorrectamente fechado. Capilla San Juan de Dios, León, Nicaragua.

## Fallecimiento
Sus últimos años los pasó en León. Varios vecinos de San Juan de Dios se juntaron para comprarle una casita cerca del Hospicio, donde vivió con sus hermanas Virginia y Mariana. Siempre se mantuvo atento del hospicio, que era regentado por los Hermanos Cristianos y tenía por capellán a Don Benito Oyanguren. También fue capellán del Hospital San Vicente y se mantuvo cercano a las Hijas de la Caridad. Falleció de cáncer el miércoles 17 de enero de 1934, a las 1:45 p. m., rodeado de sus hermanas y varias personas piadosas.
Lo concurrido de su entierro fue superado solo por el de Rubén Darío. Todo el pueblo leonés y varios nicaragüenses de otros puntos de la patria atendieron. Llegar al féretro era difícil, y los que podían tocaban a su cuerpo diversos tipos de artículos devocionales. Una vieja sotana suya fue cortada en tiras y repartida alrededor de entre 300 personas. La oración fúnebre la dio el célebre poeta Don Azarías H. Pallais. Recibió varios honores civiles y eclesiásticos. Entre los que atendieron a su entierro figuraba el presidente de la República, Juan Bautista Sacasa.

## Fama en Nicaragua
Fue famoso por ayudar a pobres y enfermos. Así mismo tuvo fama de hacer milagros y tener el don de profecía. Después de su muerte se recopilaron diversos milagros que obró en León y otras ciudades. 

### Causa de canonización
Después de la muerte del Padre Dubón, todo el pueblo nicaragüense lo proclamó como santo. Aún antes de que muriese se le llamaba San Mariano de Nicaragua. Después de su muerte varias personas visitaban su tumba en San Juan de Dios y visitaban su casita para venerar el Cristo del Padre Dubón. Varias personas invocaban su intercesión y se narra que han sido muchos los sanados gracias a esta. Debido a esta gran fama se procedió a solicitar que se abriera una causa de canonización en su favor. El Nihil Obstat llegó en el año 2016. La causa del Siervo de Dios Mariano Dubón se encuentra actualmente en la fase diocesana.